# Slaget vid Pälkjärvi
Slaget vid Pälkjärvi ägde rum den 9 augusti 1808 under Finska kriget i den före detta finska kommunen Pälkjärvi i Norra Karelen. Den stod mellan en svensk avdelning på 640 man under befäl av major Carl Wilhelm Malm och en rysk avdelning på 1 300 man under befäl av Ilja Ivanovitj Alexejeff. Slaget slutade med en svensk seger.